# Намдинь

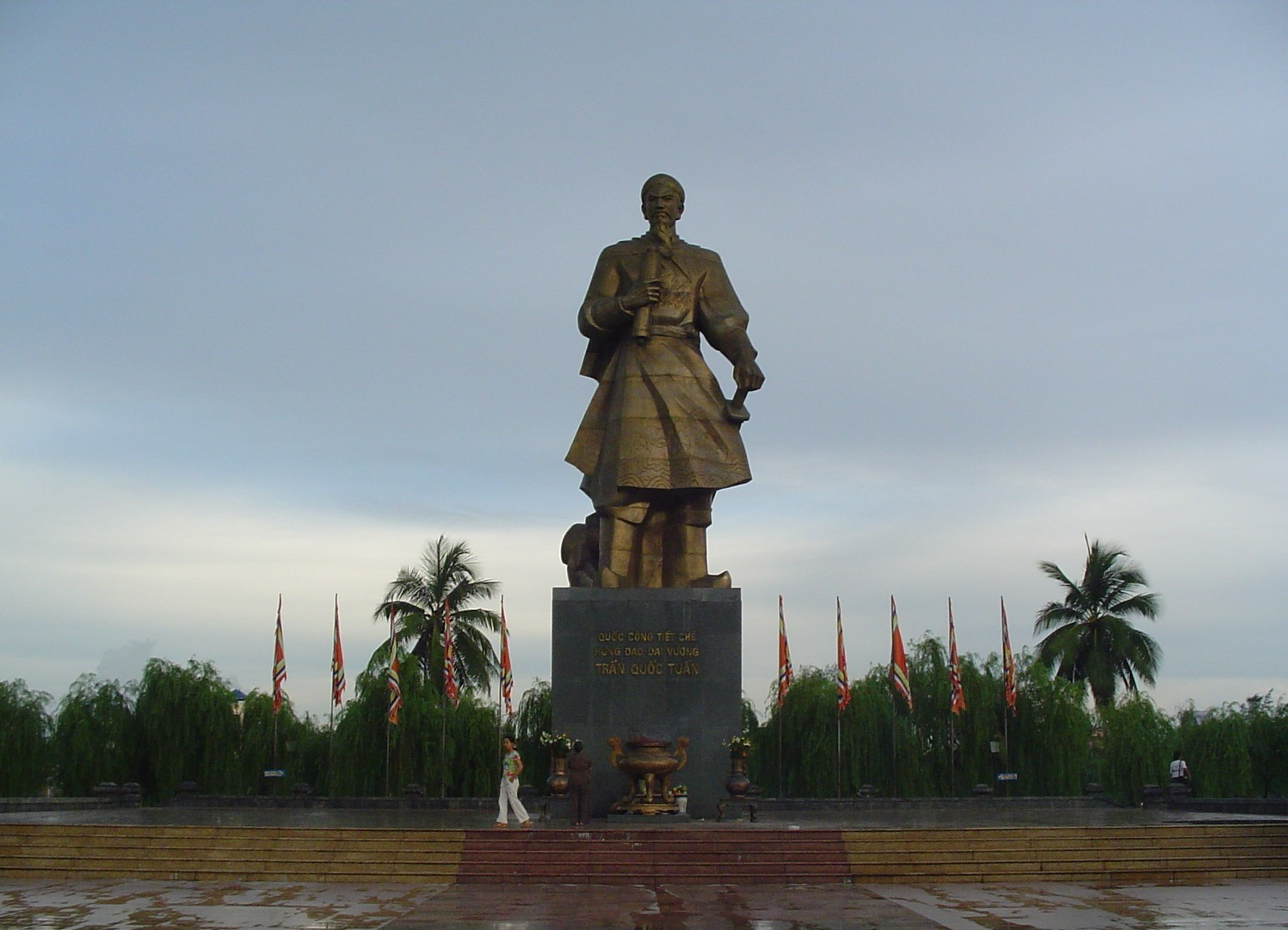
Памятник Чан Хынг Дао в Намдине

Намди́нь (вьет. Nam Định) — город в дельте реки Хонгха северного Вьетнама, столица провинции Намдинь. Находится на расстоянии 90 километров к юго-востоку от Ханоя и в 1961 км от Хошимина.

## История
Ещё до 1964 года город являлся одним из центров текстильной промышленности. После начала бомбардировок Демократической Республики Вьетнам авиацией США город серьёзно пострадал, находившийся здесь текстильный комбинат был разрушен. Однако в дальнейшем уцелевшее оборудование комбината было эвакуировано в джунгли за окраиной города и предприятие возобновило работу на новом месте (как комплекс из производственных площадок и мастерских, размещенных в специально построенных для этой цели замаскированных подземных бомбоубежищах, которые были соединены между собой траншеями и ходами сообщения). 
18-20 августа каждый год тут проходит фестиваль Co Чач[уточнить], воздающий честь национальному герою Вьетнама XIII века Чан Хынг Дао, под командованием которого вьетнамские войска отразили наступление монголов.

## Население
На 2019 население города составляло 236 294 человек, с некоторым преобладанием женщин (51,5 %).
| 2009    | 2019    |
| ------- | ------- |
| 243 186 | 236 294 |

## Города-побратимы
- Прато с 1975 года[источник не указан 637 дней].